# Повидиш Володимир Денисович
Володимир Денисович Повидиш — радянський військовослужбовець, учасник німецько-радянської війни.

## Біографія
Народився 20 березня 1917 року в селі Карабутове.
На службі у Червоній армії з 10 вересня 1939 року. Брав участь у боях поблизу естонського міста Нарва, а також в обороні Ленінграда, за що був нагороджений медаллю.

## Нагороди
- Два Ордени Червоної Зірки
- Два Ордени Вітчизняної війни II ступеня.